# Запис јасен код цркве (Варварин)
Запис јасен код цркве (Варварин) се налази на парцели чији је власник Црквена општина.

## Локација
| Општина             | Варварин                                                         |
| Катастарска општина | Варварин                                                         |
| Потес               | Парк                                                             |
| Координате          | 43° 43′ 26″ С; 21° 22′ 14″ И / 43.723999999999997° С; 21.3706° И |
| Надморска висина    | m                                                                |

## Карактеристике
Дендрометријске вредности утврђене на терену и сателитским снимцима:
| Стабло                     | Јасен |
| Висина стабла              | m     |
| Обим дебла                 | m     |
| Пречник крошње             | 15m   |
| Пречник дебла              | m     |
| Висина дебла до прве гране | m     |

## База записа
Запис је у оквиру Викимедија пројекта "Запис - Свето дрво" заведен под редним бројем 0538.